# بريدجيت غودوين
بريدجيت غودوين (بالإنجليزية: Bridget Goodwin)‏ هي سيدة أعمال نيوزيلندية، ولدت في 1827 في دبلن في جمهورية أيرلندا، وتوفيت في 19 أكتوبر 1899 في Reefton ‏ في نيوزيلندا.